# Barvna revolucija
Pod terminom barvna revolucija (angleško colour revolution) označujemo več protestov in spremljajočih poskusov sprememb oblasti in družbene ureditve zlasti na območju nekdanje Sovjetske zveze v začetku 21. stoletja. 
Udeleženci barvnih revolucij so uporabili metode nenasilne in državljanske nepokorščine, ki so jih med drugim navdihnila besedila Genea Sharpa, da bi protestirali proti vladam, ki so bile ocenjene kot skorumpirane in/ali avtoritarne. Ta gibanja, ki so demonstrirala proti vladam, ki so bile ocenjene kot proruske, so podprla kandidature politikov, ki so podpirali prozahodno politiko, kot so Viktor Juščenko, Miheil Saakašvili in Kurmanbek Bakijev. Barvne revolucije sta zaznamovala uporaba sodobnih komunikacijskih sredstev in interneta, modernih marketinških prijemov ter močna vloga nevladnih organizacij v protestih. Tako so barvne revolucije sprejele določeno barvo (ali rožo) kot simbol in jo uporabljale v orodjih politične propagande, kot so nalepke, dežni plašči in ustvarjanje skupin za izobraževanje o demokraciji.
Uspešne barvne revolucije so se zgodile v Gruziji (revolucija vrtnic, 2003), Ukrajini (oranžna revolucija, december 2004 in januar 2005) in, čeprav z nasilnimi posledicami, v Kirgizistanu (revolucija tulipanov, 2005). Povod za večdnevne množične demonstracije so bile v teh primerih domnevno sporne volitve. Na volitvah so zmagali obstoječi voditelji, ki so jim očitali različne volilne goljufije. Protesti so vodili do odstopa ali poraza starega voditelja na ponovljenih volitvah.
Zaradi podobnih okoliščin, poteka protestov in načina menjave oblasti nekateri kot barvno revolucijo obravnavajo tudi dogajanje v Zvezni republiki Jugoslaviji leta 2000, ki je privedlo do odstavitve Miloševića. Razširjeno je tudi mnenje, da je služila kot model za kasnejše barvne revolucije.
V zgornjih primerih je bil odpor uspešen. Nasprotno pa protesti po predsedniških volitvah leta 2006 v Belorusiji leta 2006, ki so se zgledovali po oranžni revoluciji v Ukrajini, niso uspeli. Leta 2014 je v Ukrajini prišlo do podobnega protestnega gibanja Evromajdan, ki je pripeljalo do ponovne menjave oblasti. Leta 2020 so v Belorusiji znova potekali protesti proti rezultatom predsedniških volitvah, ki pa so bili zatrti. Leta 2022 je Rusija ob izbruhu nemirov v Kazahstanu obtožila ZDA, da spodbujajo novo barvno revolucijo na območju bivše Sovjetske zveze. Nekateri med poskuse barvnih revolucij štejejo tudi proteste po parlamentarnih volitvah leta 2009 v Moldaviji, poskus snežne revolucije v Rusiji med leti 2009-2011 ter proteste pod geslom #MerzhirSerzhin (v prevodu iz armenščine #ZavrniSerža) ob izbiri predsednika parlamenta v Armeniji leta 2018.
Barvne revolucije so služile tudi kot vzor za različna druga protestna gibanja, med drugim cedrno v Libanonu (2005), modro v Kuvajtu (2005), žafranovo v Mjanmaru (2007), zeleno v Iranu (2009), vijolično v Moldaviji (2009), jasnimovo v Tuniziji (2011; ki je sprožila val protestov znanih kot arabska pomlad) ter pisano revolucijo v S. Makedoniji (2016).
Barvne revolucije nekateri opisujejo tudi kot »demokratičen val« med padcom komunizma v Evropi (1989–1990) in arabsko pomladjo (2010–2012). Po mnenju nekaterih komentatorjev so ta gibanja predstavljala upanje za vzpostavitev liberalne demokracije po zahodnem vzoru, odprava korupcije, dostop do zahodnega načina življenja in tržnega gospodarstva ter za geopolitično približevanje postsovjetskih držav Zahodu. Po mnenju drugih komentatorjev pa ta gibanja niso bila nič drugega kot sredstvo, ki ga je uporabila nova, mlajša in prozahodna elita, ki je bila sposobna kanalizirati splošno nezadovoljstvo, da bi prišla na oblast. Michael McFaul je identificiral sedem faz, ki so pogoste pri barvnih revolucijah:
1. Prej pol-avtokratski kot povsem avtokratski režim
2. Nepriljubljen vršilec dolžnosti
3. Združena in organizirana opozicija
4. Zmožnost hitrega spoznanja, da so bili rezultati volitev poneverjeni
5. Dovolj neodvisnih medijev, da državljane informirajo o poneverbi
6. Opozicija, ki je zmožna mobilizirati več deset tisoč protestnikov proti poneverbi volitev
7. Razdor med represivnimi silami režima

Predvsem Rusija in Kitajska trdita, da barvne revolucije niso spontane in so delo tujih državnih ali zasebnih sil, predvsem Združenih držav Amerike, ki po njihovem mnenju z njimi skuša širiti svoj vpliv. Vztrajajo, da so barvne revolucije »produkt spletk ZDA in drugih zahodnih sil« in pomenijo »nezakonito vmešavanje v notranje zadeve suverenih držav«. Termin »barvna revolucija« je bil uporabljen tudi kot pejorativen izraz za označevanje protestov, katerih nasprotniki menijo, da gre za neupravičen vpliv tujih sil. V njihovem političnem besednjaku se ta izraz pogosto uporablja v slabšalnem pomenu in kot poskus diskreditacije - npr. v primeru protestnega gibanja Evromajdan v Ukrajini leta 2014, ki je nastalo zaradi predsednikovega približevanja Rusiji.